# Stanford-le-Hope
Stanford-le-Hope (Stanford) är en ort i distriktet Thurrock, Storbritannien.   Den ligger i grevskapet Essex och riksdelen England, i den sydöstra delen av landet, 40 km öster om huvudstaden London. Stanford-le-Hope ligger 13 meter över havet och antalet invånare är 6 630. År 1936 blev den en del av den då nybildade Thurrock. Civil parish hade 4 311 invånare år 1931.
Terrängen runt Stanford-le-Hope är platt. En vik av havet är nära Stanford-le-Hope åt sydost. Runt Stanford-le-Hope är det tätbefolkat, med 913 invånare per kvadratkilometer. Närmaste större samhälle är Basildon, 5,3 km norr om Stanford-le-Hope. Trakten runt Stanford-le-Hope består till största delen av jordbruksmark.